# Anisopogon parvum
Anisopogon parvum là một loài ruồi trong họ Asilidae. Anisopogon parvum được Efflatoun miêu tả năm 1937. Loài này phân bố ở vùng Cổ Bắc giới.